# NGC 3088B
NGC 3088B في الفهرس العام الجديد، هي مجرة، تقع في كوكبة الأسد. اكتشفت بواسطة ويليام هيرشل.

## روابط خارجية
- NGC 3088B على موقع ويكي سكاي: DSS2, SDSS, GALEX, IRAS, Hydrogen α, X-Ray, Astrophoto, Sky Map, Articles and images